# Nuno Reis
Nuno Reis (Murten, 31 januari 1991) is een Portugese voetballer die geboren is in Zwitserland. Hij staat sinds 2018 onder contract bij Levski Sofia. In de periodes 2010-2012 en januari tot juni 2014 werd Reis door Sporting Lissabon uitgeleend aan Cercle Brugge. Daartussen speelde hij op uitleenbasis voor SC Olhanese.

## Jeugdinternational
Reis is jeugdinternational bij Portugal: hij speelde 11 keer voor de U17 (1 doelpunt), 2 keer voor de U18 en 27 keer voor de U19 (6 doelpunten). Op het Wereldkampioenschap bij de U20 was hij aanvoerder van het Portugees elftal.

## Statistieken
| Seizoen | Club                | Land                 | Competitie         | Duels | Doelp. |
| ------- | ------------------- | -------------------- | ------------------ | ----- | ------ |
| 2010/11 | Sporting Lissabon   | Vlag van Portugal    | Primeira Liga      | 0     | 0      |
| 2010/11 | → Cercle Brugge     | Vlag van België      | Jupiler Pro League | 33    | 1      |
| 2011/12 | → Cercle Brugge     | Vlag van België      | Jupiler Pro League | 23    | 0      |
| 2012/13 | → SC Olhanense      | Vlag van Portugal    | Primeira Liga      | 12    | 0      |
| 2013/14 | → Cercle Brugge     | Vlag van België      | Jupiler Pro League | 3     | 0      |
| 2014/15 | Sporting Lissabon B | Vlag van Portugal    | Segunda Liga       | 31    | 1      |
| 2015/16 | FC Metz             | Vlag van Frankrijk   | Ligue 2            | 27    | 0      |
| 2016/17 | Panathinaikos       | Vlag van Griekenland | Super League       | 21    | 0      |
| 2017/18 | Panathinaikos       | Vlag van Griekenland | Super League       | 4     | 0      |
| 2017/18 | Vitória FC          | Vlag van Portugal    | Primeira Liga      | 12    | 0      |
| 2018/19 | Vitória FC          | Vlag van Portugal    | Primeira Liga      | 3     | 0      |
| 2018/19 | Levski Sofia        | Vlag van Bulgarije   | Parva Liga         | 16    | 1      |
| 2019/20 | Levski Sofia        | Vlag van Bulgarije   | Parva Liga         | 16    | 0      |
| Totaal  | Totaal              | Totaal               | Totaal             | 201   | 3      |